# 库滕霍尔茨
库滕霍尔茨是德国下萨克森州的一个市镇。总面积68.17平方公里，总人口4727人，其中男性2383人，女性2344人（2011年12月31日），人口密度69人/平方公里。